# Trikromácia

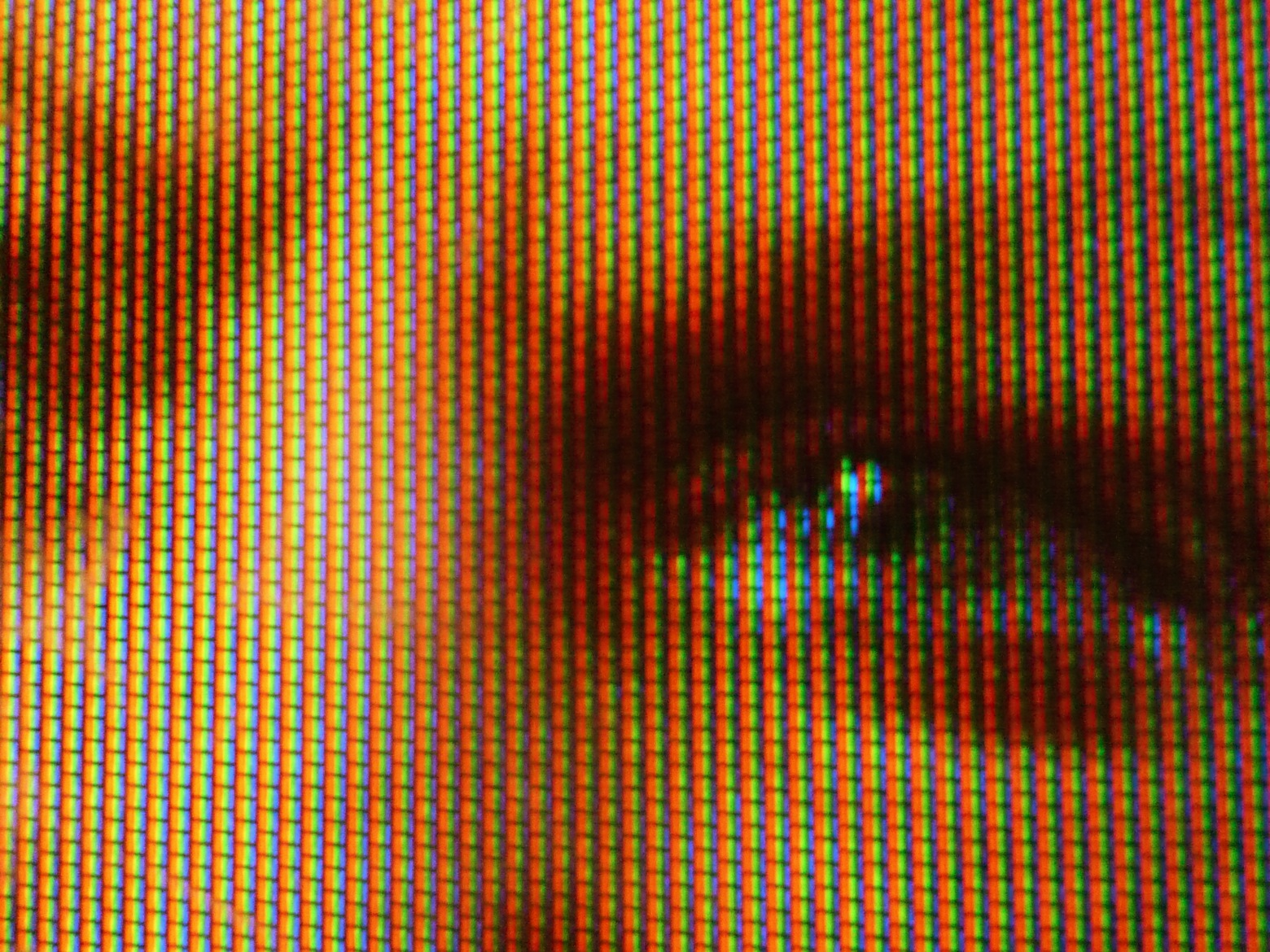
Közelkép egy kijelzőről, ami három alapszínből keveri ki a színeket

Additív színkeverés

A trikromácia, trikromázia vagy trikromatikus színlátás egy olyan állapot, amiben az élőlénynek három különböző csatornája van a színlátáshoz. Ez azt jelenti, hogy háromféle csap van a szemükben. Félhomályban a pálcikák is részt vesznek a színlátásban. A legtöbb ember trikromát. 

## Előfordulása
A méhlepényes emlősök közül csak az óvilági majmok, köztük az ember és a bőgőmajmok trikromátok nemtől függetlenül. Az újvilági majmok közül a nőstények 60%-a trikromát, ami genetikai okokból nem fordulhat elő a hímeknél, ugyanis a piros és a zöld szín látását lehetővé tevő gének az X-kromoszómán öröklődnek. A legtöbb, ragadozó méhlepényes emlősökön, kutyákon, foltos hiénákon és vadászgörényeken végzett vizsgálat szintén megerősíti a dikromázia elméletét. A legtöbb erszényes trikromát, kivéve az oposszumokat, akik dikromátok. Itt a tri- és a dikromázia elsődleges. 
A többi nem emlős gerinces faj tetrakromát.
A legtöbb ízeltlábú szintén trikromát, de a piros helyett a közeli ultraibolyát látják; ezt nevezik méhbíbornak. A házi méh is trikromát. Azonban vannak tetrakromát fajok is.

## A főemlősök csaptípusai
A trikromát főemlősök csaptípusai:
- L-csapok, maximális érzékenység: 560 nm (sárga)
- M-csapok, maximális érzékenység: 530 nm (zöld)
- S-csapok, maximális érzékenység: 430 nm (kék)

Az agy az ezek által küldött jelekből alkotja a színes képet.  Csak világosban működnek; félhomályban a pálcikák helyettesítik őket, amelyek nem látnak színeket, így félhomályban a színérzékenység csökken.
A kutatások szerint a visszanyert piros szín segített a majmoknak megkülönböztetni az érett gyümölcsöt és a friss leveleket a többi levéltől, továbbá a kipiruló bőrfelületek üzenetének megfejtését.

## Genetika
Az emlősöknél a piros és a zöld szín látásának génje az X-kromoszómán öröklődik. Elterjedt elmélet szerint az óvilági majmok génkettőzéssel és mutációval nyerték vissza a piros színt.
A mókusmajomformáknál az L típusú csap pigmentjét kódoló génnek három allélja van, amelyek az emberi L -s M típusú csapok pigmentjeinek maximális érzékenysége közé állítják az L-csapok maximális érzékenységét. Mivel a gén az X-kromoszómán helyezkedik el, ezért a hímeknek csak egy példányuk lehet belőle. Ezzel szemben a nőstények kétharmada trikromát. Mivel ezek a mutációk az óvilági majmoknál is megtalálhatók, felteszik, hogy ez a mutáció megelőzte a kontinensek szétválását és a gének megduplázódását az óvilági majmokban.
Az óvilági majmok csapjainak 5-10%-a S-csap, ezek szabályosan helyezkednek el a retinában. A többi csaptól is különböző idegek közvetítik jeleiket az agyba. Az M- és L-csapok alakja hasonlít egymástól, és anatómiailag nem is különböztethetők meg egymástól. A maradék csapok fele M, fele L csap, és véletlenszerűen oszlanak el a retinában. Pigmentjeik 363 aminosavból épülnek fel, de csak 15 helyen különbözik.

## Folyamata

Az emberi csapok normalizált válaszspektruma

A három alapszín elmélete a 18. században keletkezett. Először Thomas Young fizikus feltételezte a három csaptípust. Hermann Ludwig von Helmholtz orvos érzékszervi kísérletekkel támasztotta alá az elméletet, mivel a normál színlátású alanyok minden színt ki tudtak keverni a három alapszínből. Magukat a sejteket Gunnar Svaetichin találta meg 1956-ban.
A csapok sejthártyájukon hordozzák a pigmenteket. Legfontosabb összetevőik egy transzmembrán fehérje, az opszin, és egy fényérzékeny 11-cisz retinál. Minden pigment érzékeny a teljes spektrumra, de legnagyobb érzékenységük különbözik.
A csapok válaszainak gyakorisága nemcsak a színtől, hanem annak intenzitásától függ. Ezért az idegrendszernek a színérzet előállításához legalább két csaptípusra van szüksége, hogy összehasonlíthassa jeleiket. A színlátás a csapok válaszainak kombinációit használja fel a színek előállításához.
Becslések szerint a trikromátok akár 7 millió szín és színárnyalatot is láthatnak.

## Fordítás
Ez a szócikk részben vagy egészben  a   Trichromat című német Wikipédia-szócikk fordításán alapul.  Az eredeti cikk szerkesztőit annak laptörténete sorolja fel. Ez a jelzés csupán a megfogalmazás eredetét és a szerzői jogokat jelzi, nem szolgál a cikkben szereplő információk forrásmegjelöléseként.
Ez a szócikk részben vagy egészben  a   Trichromacy című angol Wikipédia-szócikk fordításán alapul.  Az eredeti cikk szerkesztőit annak laptörténete sorolja fel. Ez a jelzés csupán a megfogalmazás eredetét és a szerzői jogokat jelzi, nem szolgál a cikkben szereplő információk forrásmegjelöléseként.